# Ed Lowe
Ed Lowe, född 24 augusti 2003, är en brittisk tävlingscyklist som tävlar i bancykling.

## Karriär
Lowe ingick i det brittiska laget som tog guld på lagsprinten vid juniorvärldsmästerskapen 2021. Vid OS 2024 ingick han i det brittiska lag som tog silver i lagsprinten.